# Äthiopischer Steinbock
Der Äthiopische Steinbock (Capra walie) ist eine Art der Ziegen. Früher wurde er als Unterart des gewöhnlichen Steinbocks (Capra ibex) angesehen. Heute gilt er jedoch meist als selbstständige Art.

## Aussehen
Diese Art ist mit 97 cm Schulterhöhe und einem Gewicht von bis zu 120 kg (bei Böcken) massiger als ein Nubischer Steinbock (Capra nubiana) aber schlanker als ein Alpensteinbock. Die Oberseite ist haselnussbraun gefärbt, die Unterseite weiß. Kennzeichnend sind ein schwarzer Streifen an der Vorderseite jedes Beines und ein knöcherner Stirnhöcker.

## Verbreitung

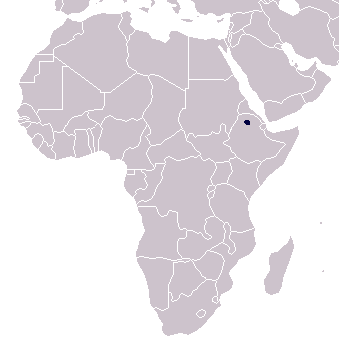
Verbreitungsgebiet des Äthiopischen Steinbocks

Sein Verbreitungsgebiet sind die Simien-Berge in Zentral-Äthiopien. Hier war er bis weit ins 20. Jahrhundert relativ häufig, wurde dann aber durch intensive Bejagung an den Rand der Ausrottung gebracht. 1963 lebten noch etwa 150 Tiere. Die Gründung des Simien-Nationalparks rettete die Art, so dass sich die Population langsam auf 500 Tiere (2004) erhöhen konnte. Die IUCN führt die Art als stark gefährdet (endangered).

## Lebensweise
Der Äthiopische Steinbock bewohnt die steilen Hänge der Berge seiner Heimat in Höhen zwischen 2800 und 3400 Metern über dem Meeresspiegel. Es konnten Herden von bis zu 35 Tieren beobachtet werden. Man kann bei dieser Art zwar das ganze Jahr hindurch Brunftverhalten beobachten, dennoch fällt die Hauptbrunftperiode in die Zeit von März bis April. Dann gesellen sich oft mehrere Böcke zu den Herden und kämpfen um die paarungswilligen Weibchen. Es wird in der Regel nur ein Kitz geboren.